# Trapezòfor

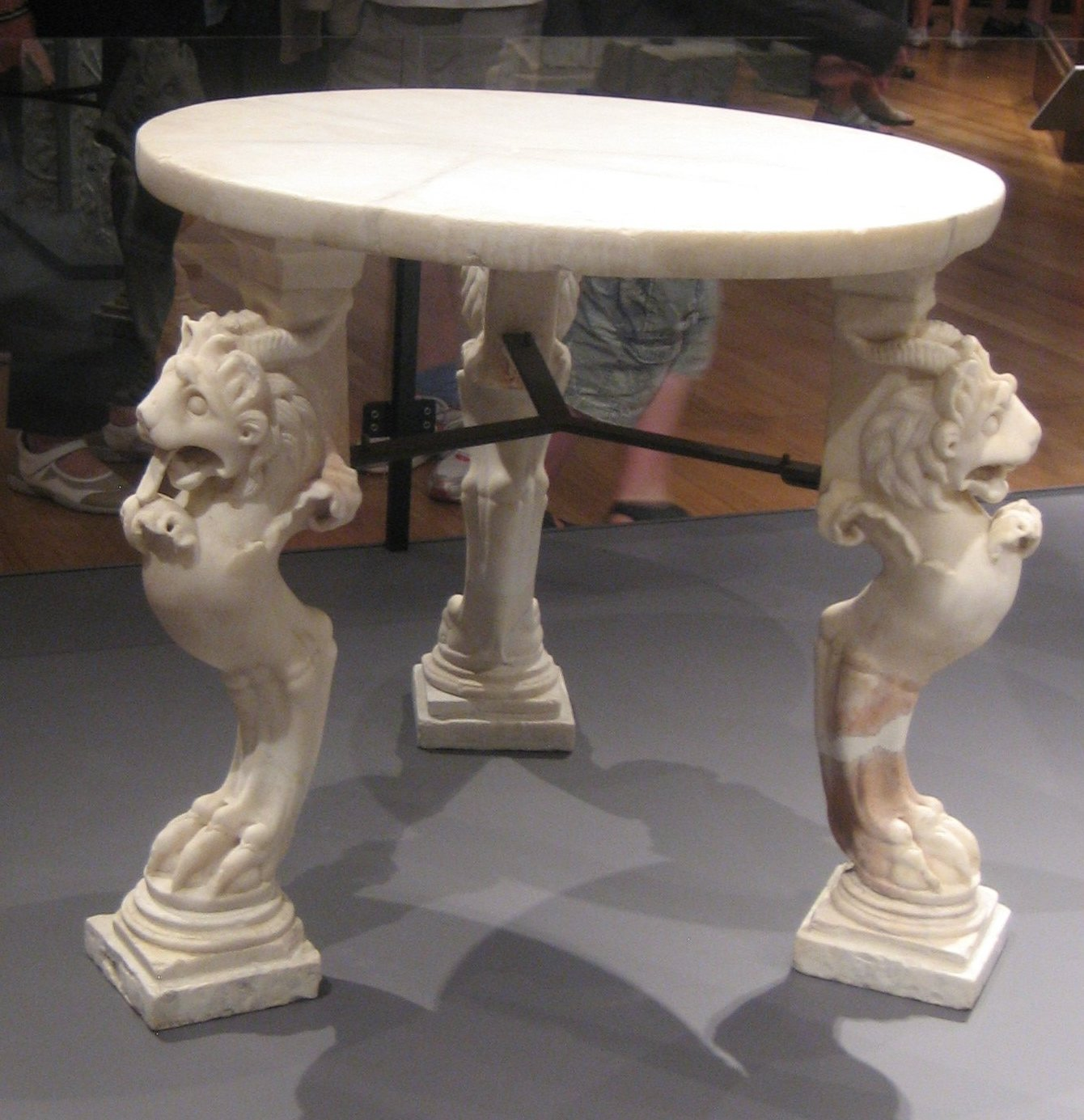
Taula amb tres trapezòfors de marbre de l'antiga Pompeia

Un trapezòfor designa la pota o el pedestal d'una taula petita en el mobiliari de luxe; generalment es representa un lleó esculpit en marbre.
El mot prové de l'antic grec trapezophoron, compost de trapézion (τραπέζιον) que significa tauleta i foros (φορος) que significa portador.